# Lygodactylus incognitus
Lygodactylus incognitus (потайний карликовий гекон) — вид геконоподібних ящірок родини геконових (Gekkonidae). Ендемік Південно-Африканської Республіки.

## Поширення і екологія
Потайні карликові гекони мешкають в західній частині гірського хребта Саутпансберг в провінції Лімпопо. Вони живуть у вологих, порослих лісом і заростями місцевостях на схилах гір, на висоті від 1100 до 1800 м над рівнем моря. Зустрічаються серед скельних виступів, на стовбурах і гілках дерев.